# Trachurus murphyi
Trachurus murphyi is een straalvinnige vis uit de familie van horsmakrelen (Carangidae) en behoort derhalve tot de orde van baarsachtigen (Perciformes). De vis kan een lengte bereiken van 70 cm. De hoogst geregistreerde leeftijd is 16 jaar. 

## Leefomgeving
Trachurus murphyi is een zoutwatervis. De vis prefereert een tropisch klimaat en heeft zich verspreid over de Grote en Atlantische Oceaan. De diepteverspreiding is 10 tot 300 m onder het wateroppervlak. 

## Relatie tot de mens
Trachurus murphyi is voor de visserij van groot commercieel belang. In de hengelsport wordt er weinig op de vis gejaagd. 
Voor de mens is Trachurus murphyi ongevaarlijk.